# Saïd Boutahar
Saïd Boutahar (* 12. August 1982 in Rotterdam) ist ein niederländischer Fußballspieler marokkanischer Abstammung.

## Karriere
Seine Karriere begann in seiner Geburtsstadt, bei Feyenoord. Dort spielte er nur zwei Spiele für die Profimannschaft. Boutahar war Spieler bei Excelsior und RKC Waalwijk, bevor er 2004 zu NEC Nijmegen wechselte. Zweieinhalb Jahre später wechselte er zu Willem II, wo er in 104 Spielen insgesamt vierzehn Tore erzielte.
Zur Saison 2010/11 wechselte er nach Spanien zu Real Saragossa. Trotz seiner zwanzig Einsätze in der Primera División wurde sein einjähriger Vertrag nicht verlängert. Er suchte sich deshalb einen neuen Arbeitgeber und fand diesen im Emirat Katar, beim Al-Wakrah SC.